# Ranoidea maculosa
Ranoidea maculosa es una especie de anfibio anuro del género Ranoidea, familia Pelodryadidae, originaria de Australia.  Científicos han encontrado en solamente un lugar, en el Territorio del Norte, con un poco en el otro lado en Queensland. Este lugar se llama Daly Waters.
Esta rana mide 5.0 cm de largo.  La mayor parte de la piel de su espalda es pálida pero tiene marcas negras muy oscuras.